# Rivière Bernier (rivière Saint-François)
Pour les articles homonymes, voir Bernier et Rivière Bernier.
La rivière Bernier est un tributaire de la rivière Saint-François. La rivière Bernier coule dans la municipalité de Stratford, dans la municipalité régionale de comté (MRC) de Le Granit, dans la région administrative de l'Estrie, dans le sud de la province de Québec, au Canada.

## Géographie
Les bassins versants voisins de la rivière Bernier sont :
- côté nord : rivière Saint-François ;
- côté est : lac Maskinongé, ruisseau du Troisième, ruisseau Jackman ;
- côté sud : rivière au Rat ;
- côté ouest : Lac Elgin, rivière Saint-François.

La rivière Bernier prend sa source en milieu forestier au lac Thor. Ce lac est situé à l'ouest du lac des Îles dans le parc national de Frontenac (à la limite ouest).  De forme triangulaire et d'une longueur de 2,4 km, ce lac est entouré de montagnes.
À partir du lac Maskinongé, le cours de la rivière coule sur la rive sud de la rivière Saint-François sur 10,5 km selon les segments suivants :
- 2,6 km vers l'ouest, jusqu'à la route 261 qu'elle traverse à 0,7 km à l'est du village de Stratford ;
- 1,2 km vers l'ouest, en recueillant les eaux du ruisseau (venant du nord) qui traverse le village, jusqu'à la confluence du ruisseau Rivard (venant du sud) ;
- 0,5 km vers l'ouest, en passant au sud du village et au nord du mont Aylmer, jusqu'à la route Elgin ;
- 2,4 km vers l'ouest, jusqu'à la route Cupra ;
- 2,1 km vers l'ouest, en recueillant un ruisseau (venant du nord), jusqu'à la route Cupra ;
- 0,5 km vers l'ouest, jusqu'à la décharge du lac Elgin (altitude : 256 m). Note : De forme triangulaire, ce lac entouré de villégiature est situé à l'ouest du mont Aylmer ;
- 0,4 km vers l'ouest, jusqu'à la route 261 ;
- 0,8 km vers l'ouest, jusqu'à son embouchure.

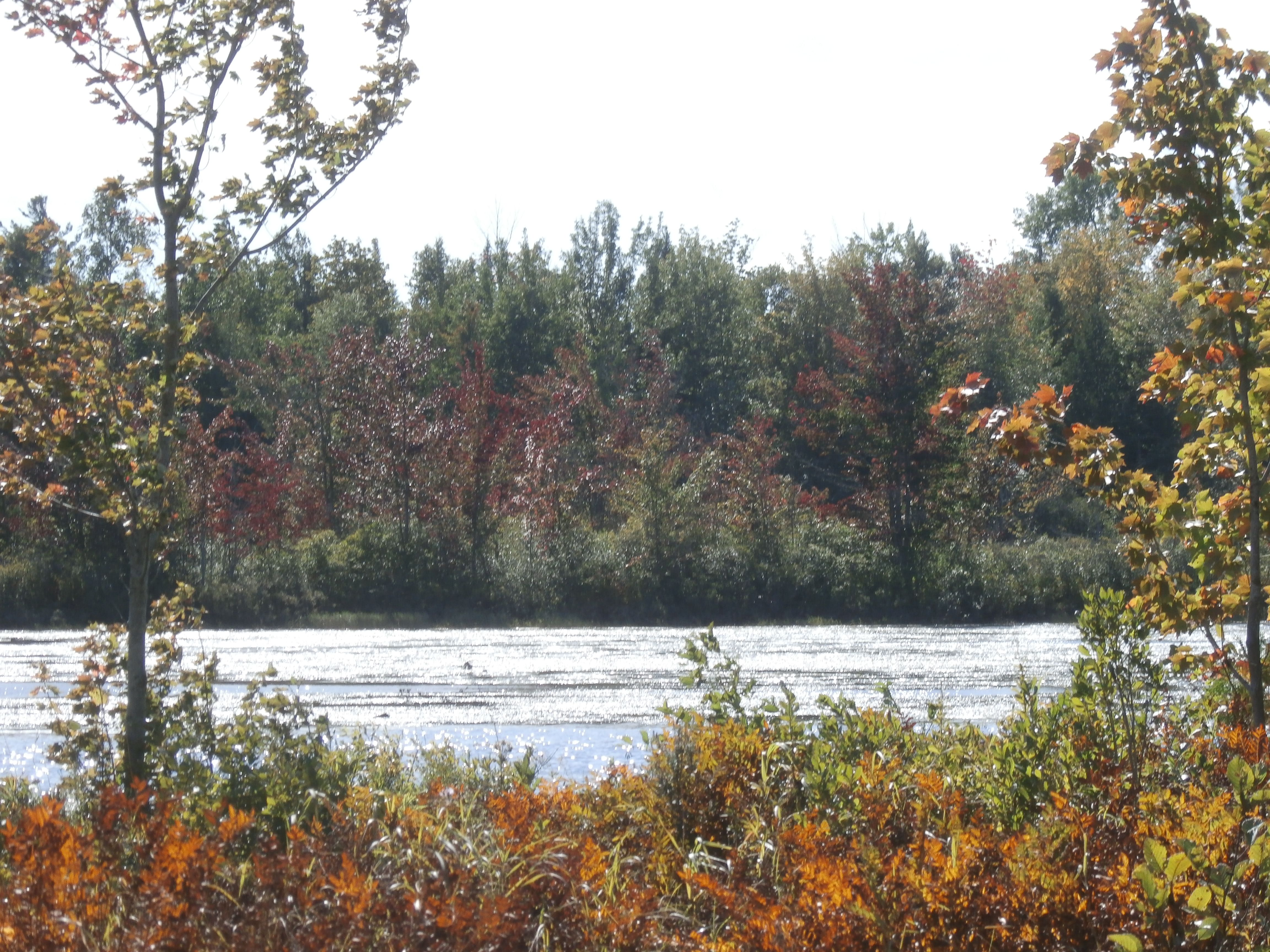
Marais Maskinongé

La rivière Bernier traverse un marais d'une superficie de 25 hectares définis comme marais et cours d'eau marécageux  qui se déverse au fond d'une baie sur la rive sud du lac Aylmer lequel est traversé vers le sud-ouest par la rivière Saint-François. Un chemin mène à un centre d'interprétation et au sentier du marais Maskinongé.

## Toponymie
La rivière a aussi été connue sous le nom de rivière Maskinongé. Le toponyme rivière Bernier a été officialisé le 5 décembre 1968.